# Двочерепашкові
Двочерепашкові (Diplostraca) — надряд зяброногих ракоподібних з підкласу листоногих раків (Phyllopoda). Це дрібні прісноводні рачки, що харчуються мікроскопічними шматками органічної речовини. Лише вісім видів живуть у морській воді.

## Опис
Дрібні ракоподібні, завдовжки 0,2-6,0 мм, за винятком Leptodora, довжина якого може досягати 18 мм. Тіло неявно сегментоване і має складчастий панцир, який покриває грудну клітку та черевце. Голова нахилена вниз і може бути відокремлена від решти тіла «шийною пазухою» або виїмкою. Тварина має одне чорне складне око, розташоване на середній лінії тварини, у всіх родів, окрім двох, і часто присутній єдиний оцелюс. Голова також містить дві пари вусиків: перші вусики — це маленькі несегментовані відростки, а другі — великі, сегментовані та розгалужені з потужними м’язами. Перші вусики мають нюхові щетинки, а другі використовуються більшістю видів для плавання.
Ротовий апарат невеликий і складається з непарної губи, пари мандибул, пари верхньощелепних кісток і непарної губи. Груди містять п'ять або шість пар листоподібних відростків, кожна з яких має численні волоски або щетинки.

## Систематика
Надряд утворює монофілетичну групу з 7 рядів, близько 24 родин і понад 11 000 видів. Багато інших видів залишаються неописаними.
Надряд Diplostraca Gerstaecker, 1866 (=Cladocera)
Ряд Anomopoda G.O. Sars, 1865
Родина Acantholeberidae Smirnov, 1976
Родина Bosminidae Baird, 1845
Родина Chydoridae Dybowski & Grochowski, 1894
Родина Daphniidae Straus, 1820
Родина Dumontiidae Santos-Flores & Dodson, 2003
Родина Eurycercidae Kurz, 1875
Родина Gondwanothrichidae Van Damme, Shiel & Dumont, 2007
Родина Ilyocryptidae Smirnov, 1976
Родина Macrothricidae Norman & Brady, 1867
Родина Moinidae Goulden, 1968
Родина Ophryoxidae Smirnov, 1976
Ряд Ctenopoda G.O. Sars, 1865
Родина Holopediidae G.O. Sars, 1865
Родина Pseudopenilidae Korovchinsky & Sergeeva, 2008
Родина Sididae Baird, 1850
Ряд Cyclestherida Sars G.O., 1899
Родина Cyclestheriidae Sars G.O., 1899
Ряд Haplopoda G.O. Sars, 1865
Родина Leptodoridae Lilljeborg, 1861
Ряд Laevicaudata Linder, 1945
Родина Lynceidae Stebbing, 1902
Ряд Onychopoda G.O. Sars, 1865
Родина Cercopagididae Mordukhai-Boltovskoi, 1968
Родина Podonidae Mordukhai-Boltovskoi, 1968
Родина Polyphemidae Baird, 1845
Ряд Spinicaudata Linder, 1945
Родина Cyzicidae Stebbing, 1910
Родина Eocyzicidae Schwentner, et al., 2020
Родина Leptestheriidae Daday, 1913: 44
Родина Limnadiidae Burmeister, 1843